# Светско првенство у атлетици на отвореном 2015 — штафета 4 × 400 метара за мушкарце
Трка штафета 4 х 400 метара у мушкој конкуренцији на Светском првенству у атлетици 2015. у Пекингу  одржана је 29.  и 30. августа на Националном стадиону.
Титулу светских првакиња из Москве 2013. бранила је штафета САД.

## Земље учеснице
За разлику од претходних првенстава где су морали постићи одговарајућу норму између 1. јануара 2012. и 29 јула 2013, конкренција је сада ограничена на 16 националних штафета.
- Осам штафета се аутоматски квалификовало као финалисти Светског првенства у такмичењу штафета 2014. године.
- Других 8  штафета пласирало се на основу најбољих резултата постигнутим између 1. јануара 2014 и 10. августа 2015.
1. Бахаме (4)
2. Белгија (5)
3. Боцвана (4)
4. Бразил (4)
5. Куба (4)
6. Доминиканска Република (4)
7. Француска (4)
8. Уједињено Краљевство (4)
9. Ирска (4)
10. Јамајка (5)
11. Јапан (4)
12. Пољска (4)
13. Русија (5)
14. Тринидад и Тобаго (5)
15. САД (6)
16. Венецуела  (4)

## Освајачи медаља
|                                                         |                                                                      |                                                                        |
| Дејвид Вербург Тони Маквeј Бришон Нелум Лашон Мерит САД | Рени Квоу Лалонд Гордон Деон Лендор Machel Cedenio Тринидад и Тобаго | Рабах Јусиф Делано Вилијамс Џарид Дан Мартин Руни Уједињено краљевство |

## Рекорди пре почетка Светског првенства 2015.
28. август 2015.
| Светски рекорд              | САД · (Ендру Валмон, Квинси Вотс, Бач Рејнолдс, Мајкл Џонсон)                         | 2:54,29 | Штутгарт, Немачка  | 22. август 1993    |
| Рекорди светских првенстава | САД · (Ендру Валмон, Квинси Вотс, Бач Рејнолдс, Мајкл Џонсон)                         | 2:54,29 | Штутгарт, Немачка  | 22. август 1993    |
| Најбољи резултат сезоне     | Сједињене Државе · (Torrin Lawrence, Manteo Mitchell, Bershawn Jackson, Тони Маквeј)  | 2:58,43 | Насау, Бахаме      | 3. јул 2015.       |
| Афрички рекорд              | Нигерија · (Клемон Чукву, Џад Моње, Сандеј Бада, Енофиок Удо Обонг)                   | 2:58,68 | Сиднеј, Аустралија | 30. септембар 2000 |
| Азијски рекорд              | Јапан · (Шуњи Карубе, Коџи Ито, Џун Осакада, Шигеказу Омори)                          | 3:00,76 | Атланта, САД       | 3. август 1996     |
| Северноамерички рекорд      | САД · (Ендру Валмон, Квинси Вотс, Бач Рејнолдс, Мајкл Џонсон)                         | 2:54,29 | Штутгарт, Немачка  | 22. август 1993    |
| Јужноамерички рекорд        | Бразил · (Еронилде де Араужо, Клеверсон да Силва, Клодине да Силва, Сандерлеи Парела) | 2:58,56 | Винипег, Канада    | 30. јул 1999       |
| Европски рекорд             | Велика Британија · (Ајван Томас, Марк Ричардсон, Џејми Баулч, Роџер Блек)             | 2:56,60 | Атланта, САД       | 3. август 1996     |
| Океанијски рекорд           | Аустралија · (Брус Фрејн, Гери Минихан, Рик Мичел, Дарин Кларк)                       | 2:59,70 | Лос Анђелес, САД   | 11. август 1984    |

## Сатница
| Датум           | Време | Коло          |
| --------------- | ----- | ------------- |
| 29. август 2015 | 10:40 | Квалификације |
| 30. август 2015 | 20:25 | Финале        |

Сва времена су по локалном времену (UTC+8)

## Резултати

### Квалификације
За финале су се пласирале по три првопласиране штафете из обе квалификационе групе (КВ) и две на основу постигнутог резултата (кв), Резултати штафета по групама,
| Поз. | Група | Стаза | Штафета                | Атлетичари                                                            | НР      | Резултат | Белешка |
| ---- | ----- | ----- | ---------------------- | --------------------------------------------------------------------- | ------- | -------- | ------- |
| 1.   | 2     | 6     | САД                    | Кајл Клемонс, Тони Маквeј, Бришон Нелум, Вернон Норвуд                | 2:54,29 | 2:58,13  | КВ, СРС |
| 2.   | 2     | 2     | Тринидад и Тобаго      | Рени Квоу, Џарин Саломон, Лалонд Гордон, Деон Лендор                  | 2:58,34 | 2:58.67  | КВ, НРС |
| 3.   | 2     | 8     | Јамајка                | Питер Метјуз, Рикардо Чамберс, Дејн Хајат, Џавон Франсис              | 2:58,34 | 2:58,69  | КВ, НРС |
| 4.   | 1     | 8     | Уједињено Краљевство   | Рабах Јусиф, Делано Вилијамс, Џарид Дан, Мартин Руни                  | 2:56,60 | 2:59,05  | КВ, НРС |
| 5.   | 1     | 2     | Белгија                | Дилан Борле, Жонатан Борле, Антоан Жиле, Кевин Борле                  | 2:59,33 | 2:59,28  | КВ, НР  |
| 6.   | 1     | 7     | Француска              | Mame-Ibra Anne, Теди Венел, Мамаду Ане, Томас Жордије                 | 2:58,96 | 2:59,42  | КВ, НРС |
| 7.   | 1     | 3     | Русија                 | Артем Данмухамедов, Павел Тренихин, Денис Кудрјавцев, Павел Ивашко    | 2:58,06 | 2:59,45  | кв, НРС |
| 8    | 2     | 7     | Куба                   | Вилијам Колазо, Raidel Acea, Адријан Чакон, Yoandys Lescay            | 2:59,13 | 2:59,80  | кв, НРС |
| 9    | 2     | 3     | Боцвана                | Onkabetse Nkobolo, Најџел Ејмос, Leaname Maotoanong, Ајзак Маквала    | 3:01,89 | 2:59,95  | НР      |
| 10   | 2     | 5     | Доминиканска Република | Густаво Куеста, Yon Soriano, Хуандер Сантос, Лугелин Сантос           | 3:00,44 | 3:00,15  | НР      |
| 11   | 1     | 9     | Пољска                 | Лукаш Кравчук, Михал Пјетжак, Рафал Омелко, Јакуб Кшевина             | 2:58,00 | 3:00,72  | НРС     |
| 12   | 2     | 4     | Бразил                 | Педро Луиз де Оливеира, Вагнер Кардосо, Едерсон Естефани, Уго де Соза | 2:58,56 | 3:01,05  |         |
| 13   | 2     | 9     | Ирска                  | Брајан Греган, Brian Murphy, Томас Бар, Марк Инглиш                   | 3:01,67 | 3:01,26  | НР      |
| 14   | 1     | 5     | Венецуела              | Алберт Браво, Хосе Мелендез, Артуро Рамирез, Фреди Мезонес            | 3:00,82 | 3:02,96  | НРС     |
| 15   | 1     | 4     | Јапан                  | Томоја Тамура, Јузо Канемару, Наоки Кобајаши, Такамаса Китагава       | 3:00,76 | 3:02,97  | НРС     |
| 16   | 1     | 6     | Бахаме                 | Стивен Гардинер, Мајкл Матје, Alonzo Russell, Рамон Милер             | 2:56,72 | DQ       | R163.3a |

### Финале
| Пласман | Стаза | Штафета              | Атлетичари                                                        | Резултат | Белешке |
| ------- | ----- | -------------------- | ----------------------------------------------------------------- | -------- | ------- |
|         | 7     | САД                  | Дејвид Вербург, Тони Маквeј, Бришон Нелум, Лашон Мерит            | 2:57,82  | СРС     |
|         | 4     | Тринидад и Тобаго    | Рени Квоу, Лалонд Гордон, Деон Лендор, Machel Cedenio             | 2:58,20  | НР      |
|         | 6     | Уједињено Краљевство | Рабах Јусиф, Делано Вилијамс, Џарид Дан, Мартин Руни              | 2:58,51  | НРС     |
| 4.      | 9     | Јамајка              | Питер Метјуз, Рикардо Чамберс, Рашин Макдоналд, Џавон Франсис     | 2:58,51  | НРС     |
| 5.      | 5     | Белгија              | Жонатан Борле, Робин Вандербемден, Кевин Борле, Антоан Жиле       | 3:00,24  |         |
| 6.      | 8     | Француска            | Mame-Ibra Anne, Теди Венел, Мамаду Ане, Томас Жордије             | 3:00,65  |         |
| 7.      | 3     | Куба                 | Вилијам Колазо, Raidel Acea, Адријан Чакон, Yoandys Lescay        | 3:03,05  |         |
| 8.      | 2     | Русија               | Артем Денмухамедов, Павел Треникин, Денис Алексејев, Павел Ивашко | 3:03,05  |         |